# Dota: Dragon's Blood
Dota: Dragon's Blood é uma série de televisão de streaming de fantasia épica animada. É baseado no Dota 2, um jogo eletrônico do gênero MOBA desenvolvido em 2013 e lançado pela Valve. A série é produzida pelo Studio Mir em associação com a empresa de Ashley Edward Miller, Kaiju Boulevard. A primeira temporada estreou na Netflix em 25 de março de 2021. A segunda temporada da série estreou em 18 de janeiro de 2022, com boa recepção dos fãs e da crítica. A terceira temporada estrou em 11 de agosto de 2022.

## Enredo
Ambientado em um mundo de fantasia, magia e misticismo, a história segue um Cavaleiro do Dragão, Davion, que caça e mata dragões para tornar o mundo um lugar mais seguro. Em uma batalha entre demônios e dragões, um dragão ancião funde sua alma com Davion. Junto com a princesa da lua Mirana, Davion persegue uma jornada para parar o demônio Terrorblade que quer matar todos os dragões e coletar suas almas.

## Lista de episódios

### Visão geral da série
| Livro | Livro | Episódios | Episódios | Originalmente lançado |                       |
| ----- | ----- | --------- | --------- | --------------------- | --------------------- |
|       | 1     | 8         | 8         | 25 de março de 2021   | 25 de março de 2021   |
|       | 2     | 8         | 8         | 18 de janeiro de 2022 | 18 de janeiro de 2022 |
|       | 3     | 8         | 8         | 11 de agosto de 2022  | 11 de agosto de 2022  |

### Livro 1 (2021)
| Nº (geral) | Nº (série) | Título                           | Diretor       | Roteirista                      | Exibição original   |
| ---------- | ---------- | -------------------------------- | ------------- | ------------------------------- | ------------------- |
| 1          | 1          | "A voz do trovão"                | Park So Young | Ashley Edward Miller            | 25 de março de 2021 |
| 2          | 2          | "Princesa de coisa nenhuma"      | Kim Eui Jeong | Steven Melching                 | 25 de março de 2021 |
| 3          | 3          | "Terra estranha"                 | Park So Young | Ashley Halloran                 | 25 de março de 2021 |
| 4          | 4          | "O monstro no final do livro"    | Kim Eui Jeong | Mitch Iverson                   | 25 de março de 2021 |
| 5          | 5          | "O sermão do fogo"               | Park So Young | Steven Melching                 | 25 de março de 2021 |
| 6          | 6          | "O cavaleiro, a morte e o diabo" | Kim Eui Jeong | Ashley Halloran & Mitch Iverson | 25 de março de 2021 |
| 7          | 7          | "Diga as palavras"               | Park So Young | Amy Chu                         | 25 de março de 2021 |
| 8          | 8          | "Uma partida de xadrez"          | Kim Eui Jeong | Ashley Edward Miller            | 25 de março de 2021 |

### Livro 2 (2022)
| Nº (geral) | Nº (série) | Título                | Diretor       | Roteirista                      | Exibição original     |
| ---------- | ---------- | --------------------- | ------------- | ------------------------------- | --------------------- |
| 9          | 1          | "Nada com nada"       | Park So Young | Ashley Edward Miller            | 18 de janeiro de 2022 |
| 10         | 2          | "Minha lâmina e vida" | Han Cheong Il | Steven Melching                 | 18 de janeiro de 2022 |
| 11         | 3          | "A dama da situação"  | Han Seung Woo | Ashley Halloran                 | 18 de janeiro de 2022 |
| 12         | 4          | "Desolado e vazio"    | Park So Young | Mitch Iverson                   | 18 de janeiro de 2022 |
| 13         | 5          | "O funeral"           | Han Seung Woo | Ashley Halloran & Mitch Iverson | 18 de janeiro de 2022 |
| 14         | 6          | "A garota do jacinto" | Park So Young | Amy Chu                         | 18 de janeiro de 2022 |
| 15         | 7          | "A hora violeta"      | Han Seung Woo | Steven Melching                 | 18 de janeiro de 2022 |
| 16         | 8          | "Cidade irreal"       | Park So Young | Ashley Edward Miller            | 18 de janeiro de 2022 |

### Livro 3 (2022)
| Nº (geral) | Nº (série) | Título                         | Diretor                         | Roteirista                      | Exibição original    |
| ---------- | ---------- | ------------------------------ | ------------------------------- | ------------------------------- | -------------------- |
| 17         | 1          | "O vento embaixo da porta"     | Han Seung Woo & Mio Del Rosario | Ashley Edward Miller            | 11 de agosto de 2022 |
| 18         | 2          | "Inferno dos infernos"         | Park So Young & Kim Sun Min     | Steven Melching                 | 11 de agosto de 2022 |
| 19         | 3          | "Sob a sombra"                 | Han Seung Woo & Mio Del Rosario | Mitch Iverson                   | 11 de agosto de 2022 |
| 20         | 4          | "O enforcado"                  | Park So Young & Kim Sun Min     | Ashley Halloran                 | 11 de agosto de 2022 |
| 21         | 5          | "Em busca da verdade"          | Han Seung Woo & Kim Sun Min     | Chiara Farina & Zach Ragatz     | 11 de agosto de 2022 |
| 22         | 6          | "Doze mil quatrocentos e três" | Park So Young & Kim Sun Min     | Ashley Halloran & Mitch Iverson | 11 de agosto de 2022 |
| 23         | 7          | "Tropismo lunar"               | Han Seung Woo & Kim Sun Min     | Steven Melching                 | 11 de agosto de 2022 |
| 24         | 8          | "Pense em Flebas"              | Park So Young & Kim Sun Min     | Ashley Edward Miller            | 11 de agosto de 2022 |

## Produção
A série foi anunciada pela Netflix em 17 de fevereiro de 2021. É uma colaboração conjunta entre o estúdio sul-coreano Mir e a empresa americana Kaiju Boulevard. O estúdio sul-coreano Production Reve forneceu os serviços de animação do Livro Um, enquanto o Studio Mir assumiu a animação do Livro Dois. O estilo de animação é uma mistura de anime e animação ocidental.

## Recepção
A primeira temporada da série obteve 75% de aprovação da crítica especializada, com uma classificação média de 7,60/10, e 85% de aprovação do público, segundo o site especializado agregador de críticas Rotten Tomatoes. O consenso dos críticos do site diz: "Embora o conhecimento do jogo não seja necessário, poderia ter sido bom se Dota: Dragon's Blood tivesse traduzido mais de sua proeza narrativa para a telinha".
A segunda temporada obteve uma taxa de aprovação do público de 82%, com base na classificação de 89 usuários.